# توکا-سنگ‌چشم ماسه‌سنگ
توکا-سنگ‌چشم ماسه‌سنگ (نام علمی: Colluricincla woodwardi) نام یک گونه از سرده توکا-سنگ‌چشم است.